# Isonychus paradoxus
Isonychus paradoxus är en skalbaggsart som beskrevs av Bates 1887. Isonychus paradoxus ingår i släktet Isonychus och familjen Melolonthidae. Inga underarter finns listade i Catalogue of Life.